# Alexandria (Louisiana)
Alexandria és una població dels Estats Units a l'estat de Louisiana. Segons el cens del 2008 tenia 50.236 habitants.

## Demografia
Segons el cens del 2000, Alexandria tenia 46.342 habitants, 17.816 habitatges, i 11.722 famílies. La densitat de població era de 677,5 habitants per km².
Per edats la població es repartia de la següent manera: un 28,1% tenia menys de 18 anys, un 9,2% entre 18 i 24, un 26,2% entre 25 i 44, un 21,4% de 45 a 60 i un 15,1% 65 anys o més.
L'edat mediana era de 36 anys. Per cada 100 dones de 18 o més anys hi havia 77,7 homes.
La renda mediana per habitatge era de 26.097 $ i la renda mediana per família de 31.978 $. Els homes tenien una renda mediana de 29.456 $ mentre que les dones 20.154 $. La renda per capita de la població era de 16.242 $. Entorn del 23,2% de les famílies i el 27,4% de la població estaven per davall del llindar de pobresa.

## Poblacions més properes
El següent diagrama mostra les poblacions més properes.